# Mackenzie
Mackenzie (ang. Mackenzie River, fr. fleuve Mackenzie, atapaskańskim języku slavey Deh-Cho – „wielka rzeka”) – najdłuższa rzeka w Kanadzie i drugi system rzeczny w Ameryce Północnej (po Missisipi-Missouri). Jej długość wynosi 4241 km, a powierzchnia dorzecza 1760 tys. km².
Mackenzie wypływa z Wielkiego Jeziora Niewolniczego. Powyżej jeziora nosi ona nazwę Rzeki Niewolniczej, która powstaje z połączenia rzek Peace i Athabaska. Mackenzie uchodzi deltą do Zatoki Mackenzie, do Morza Beauforta. Obszar ujściowy stanowi miejsce zamieszkiwania ptactwa wodnego, m.in. gęsi śnieżnej, łabędzi. Stanowi też miejsce składania ikry przez bieługi.
Główne dopływy:
- Liard
- Peel River
- Wielka Rzeka Niedźwiedzia

W skład systemu rzeki Mackenzie wchodzą jeziora: Jezioro Athabaska, Wielkie Jezioro Niewolnicze i Wielkie Jezioro Niedźwiedzie.
Rzeka jest żeglowna na odcinku 2000 km przez około 5 miesięcy (od maja do września). Zimą można podróżować po zamarzniętym lodzie. Ważniejsze porty rzeczne to Fort Simpson i Fort Providence.
Mackenzie przepływa przez prowincję Alberta i Terytoria Północno-Zachodnie. Dział wodny z rzeką Jukon stanowi granicę między tym ostatnim terytorium a Terytorium Jukon.
Nazwa rzeki pochodzi od nazwiska podróżnika Alexandra Mackenzie, który podróżował nią próbując dotrzeć do Pacyfiku.